# Stadion Galgenwaard

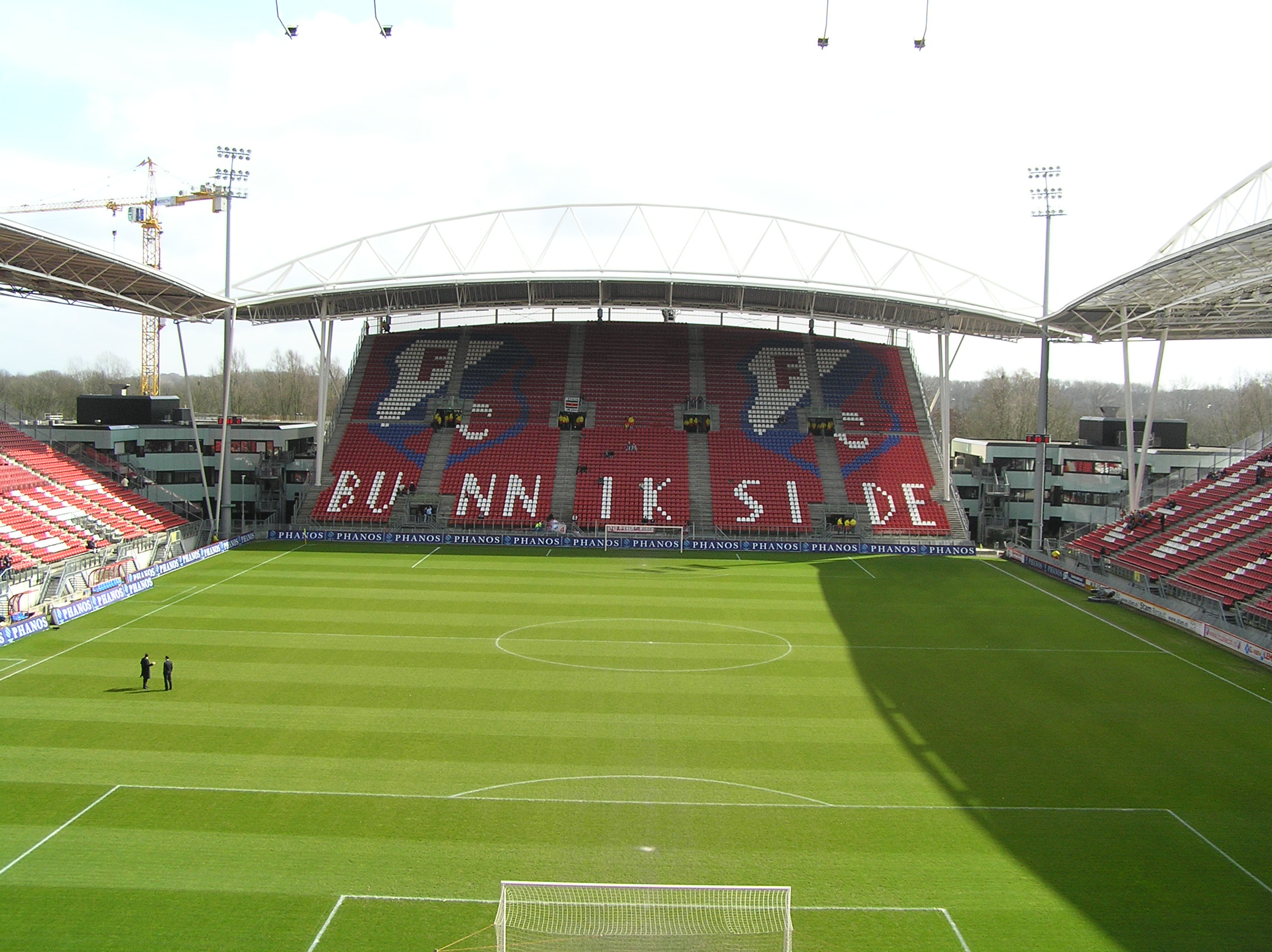
Stadion Galgenwaard

Stadion Galgenwaard é um estádio de futebol, em Utrecht, que tem sido a casa do clube de futebol FC Utrecht desde a década de 1970. O estádio, que passou por uma renovação desde o início do século XXI, tem uma capacidade de 23 750 espectadores.
O estádio inaugurado em 1982. No momento em que foi um dos estádios mais modernos do mundo, especialmente devido ao fosso ao redor do campo. Depois de vinte anos, o FC Utrecht, senti a necessidade de expansão e de renovação. O principal púlpito foi movido para o lado Norte e aberto para o início da temporada 2001-2002.
A antiga bancada principal foi reconstruída após o que e, um ano depois, o FC Utrecht tinha duas novas arquibancadas ao longo das laterais do campo. Na última temporada, o gol se destaca foram substituídos, e o estádio tem hoje 24,426 bancos.
Sete partidas internacionais do holandês equipa nacional de futebol fosse jogado no estádio, sendo a primeira no dia 27 de abril, 1983: um amistoso contra a Suécia (0-3). O último, jogado em 3 de setembro de 2004, foi também um amigável: uma vitória por 3 a 0 contra o Liechtenstein.
O estádio também foi o anfitrião de 2 finais de Copa do Mundo. Em 1998, A holandesa de Hóquei esquadrão tornou-se Campeão do Mundo, ao bater a Espanha na final (3-2). Em 2005, a final do Mundial de Futebol de juniores foi jogado no Galgenwaard. A Argentina venceu a final, ao bater a Nigéria por 2 a 1 com 2 gols de Lionel Messi.
Durante o UEFA women's Euro 2017 4 grupo partidas foram disputadas no estádio.